# Universiteit van Rijeka
De Universiteit van Rijeka (Kroatisch: Sveučilište u Rijeci) is een publieke onderzoeksuniversiteit, met haar hoofdcampus in Rijeka, Kroatië. De universiteit werd opgericht in 1973 en heeft negen faculteiten, verspreid over de regio's Primorje-Gorski Kotar, Lika en Istrië.
In de QS World University Rankings van 2020 staat de Universiteit van Rijeka op een 113de plaats in de EECA (Oost-Europa en Centraal-Azië) ranglijst, waarmee het de 3e Kroatische universiteit op de lijst is.